# Madrugada

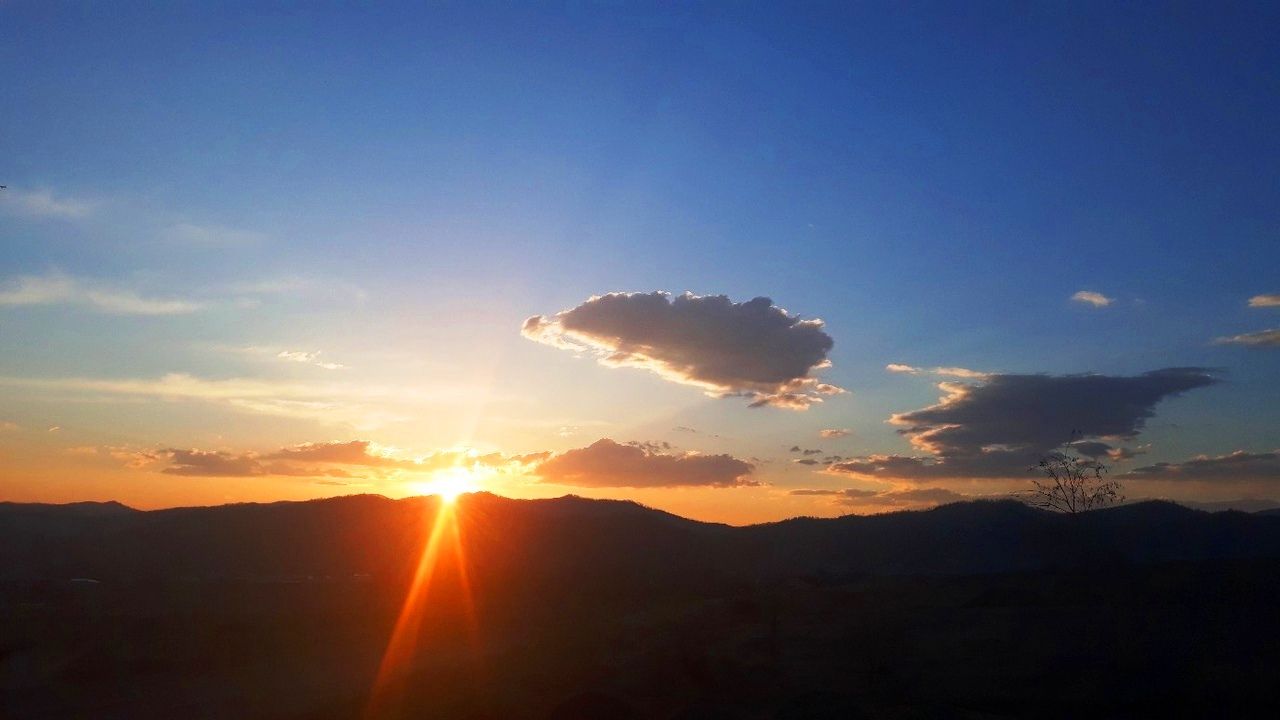
Final de madrugada en Siberia Oriental.

La madrugada es la segunda parte en la que se divide la noche. El período comienza en la medianoche y termina con el amanecer, tras el cual empieza la mañana. Sigue por lo tanto a la noche y antecede a la mañana.
En otra acepción, se refiere directamente al «amanecer».
En algunos lugares, a las horas de la madrugada se les suele llamar por extensión «mañana». Así, se tiene por ejemplo las «3:00», «tres de la mañana», «tres de la madrugada» o «tres de la noche».
Normalmente en este período de tiempo las personas están durmiendo, no obstante, aquellos cuya faena debe iniciar con el amanecer se suelen levantar a las últimas horas, por lo general a las cinco o después y en algunos casos antes.